# Xanthorhoe binderi
Xanthorhoe binderi là một loài bướm đêm trong họ Geometridae.